# Prêmio Thomas K. Caughey de Dinâmica
O Prêmio Thomas K. Caughey de Dinâmica (em inglês:  Thomas K. Caughey Dynamics Award) é uma condecoração anual da Divisão de Mecânica Aplicada da Sociedade dos Engenheiros Mecânicos dos Estados Unidos (American Society of Mechanical Engineers - ASME), "em reconhecimento a um indivíduo que contribuiu significativamente para o campo da dinâmica não-linear mediante prática, pesquisa, ensino ou liderança de destaque".

## Laureados
- 2008 Ali Hasan Nayfeh
- 2009 Stephen Harry Crandall
- 2010 Jerrold E. Marsden
- 2011 Philip Holmes
- 2012 Francis Charles Moon
- 2013 Lothar Gaul
- 2014 Alexander F. Vakakis
- 2015 Gábor Stépán
- 2017 Richard Rand
- 2018 Firdaus Udwadia
- 2019 Anil K. Bajaj e Steven Shaw
- 2020 Pol Dimitrios Spanos